# غشاء مخاطي
الغِشَاءُ المُخَاطِيُّ أو المُخَاطِيَّةُ، هي طبقة نسيجية تغطي جميع تجويفات الجسم المنفتحة على الخارج، المتصلة بالجلد. ملتحِمة العين عبارة كذلك عن نسيج مخاطي. تتكون المخاطية من ‹صفيحة ظِهارية مخاطية› و‹صفيحة مخصوصة مخاطية›، وأحيانا ‹صفيحة عضلية مخاطية›. بخلاف الجلد الخارجي، فإن ظهارة المخاطية لا تعلوها طبقة متقرِّنة. يُعَدُّ إنتاج المُخاطِ الدور الرئيسي للغشاء المخاطي، وهو نفسه الدور الذي منه أخذ الغشاء اسمه. تلعب المخاطية كذلك دور حاجز مادي يرسم حدود الأعضاء. باختلاف مكان تواجدها في الجسم، وطبيعة العضو الذي تشكل غطاءه الداخلي، فإن بنية المخاطية تختلف. إلا أن مكوناتها الأساسية، أي الظهارة والنسيج الضام المتمثل في الصفيحة المخصوصة، تظل هي نفسها.
يُسمَى التهاب الغشاء المخاطي بالالتهاب المخاطي (أو التهاب المخاطية)، وعادة ما يُقصد به التهاب المخاطية التي تُغَلِّف باطن المَسْلَك الهضمي. يُعَد هذا الالتهاب أثرا ضائرا (جانبيا) لبعض علاجات السرطان. أما التهاب المخاطية الفموية فهو ذاك الذي يحدث خصيصا في الفم. التهاب المريء هو أيضا التهاب مخاطي، لكن قد يتعداه إذا ما أصاب الالتهاب أنسجة أخرى من الجدار المريئي غير المخاطية.
يُقصَد بالمناعة المخاطية الاستجابات المناعية التي تحدث بالغشاء المخاطي. تُعَد المخاطية مَدْخَل أغلب الكائنات المُمْرِضة.
هو تبطينات معظمها من أديم باطن مغطاة بالظهارة، المستخدمة في الهضم والإفراز. يتواجد الغشاء المخاطي في عدة أماكن منها: في الأنف، والفم، والشفتين، والجفنين، والأذنين، والأعضاء الجنسية، الشرج. السائل اللاصق الذي ينتجه الغشاء المخاطي والغدد يسمى المخاط. مصطلح الغشاء المخاطي يعود إلى مكان تواجده في الجسم وليس كل غشاء مخاطي يفرز المخاط.

## صور

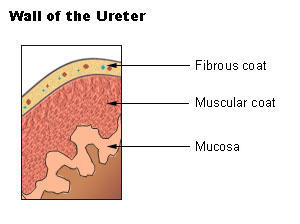
جدار الحالب.
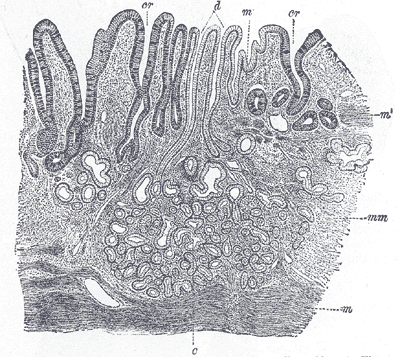
قسم من الغشاء المخاطي من معدة الإنسان قرب الفتحة الفؤادية (بالإنجليزية: cardiac orifice)‏.
صورة تظهر بنية الغشاء المخاطي داخل المعدة .

### استشهادات
1. ↑  المعجم الموحد لمصطلحات علم الأحياء، سلسلة المعاجم الموحدة (8) (بالعربية والإنجليزية والفرنسية)، تونس: مكتب تنسيق التعريب، 1993، ص. 243، OCLC:929544775، QID:Q114972534
2. ↑  "Mucous membrane" [الغشاء المخاطي]. الموسوعة البريطانية (بالإنجليزية). Archived from the original on 2020-04-07.
3. ↑  "NCI Dictionary of Cancer Terms: Mucositis" [معجم NCI لمصطلحات السرطان: الالتهاب المخاطي]. المعهد الوطني للسرطان (NCI). مؤرشف من الأصل في 2020-01-09.
4. ↑  "علم المناعة المخاطية". Nature.com. مؤرشف من الأصل في 2019-10-17.
5. ↑  Fry، CH؛ Vahabi، B (أكتوبر 2016). "The Role of the Mucosa in Normal and Abnormal Bladder Function". Basic & clinical pharmacology & toxicology. 119 Suppl 3: 57–62. DOI:10.1111/bcpt.12626. PMID:27228303.
6. ↑  Squier, Christopher; Brogden, Kim (29 Dec 2010). "Chapter 7, Development and aging of the oral mucosa". Human Oral Mucosa: Development, Structure and Function (بالإنجليزية). John Wiley & Sons. ISBN:9780470959732. Archived from the original on 2019-12-11.

### ببليوغرافيا
- «Mucous and Mucosa» (المخاط والمخاطية). 1984.